# Lady Colin Campbell

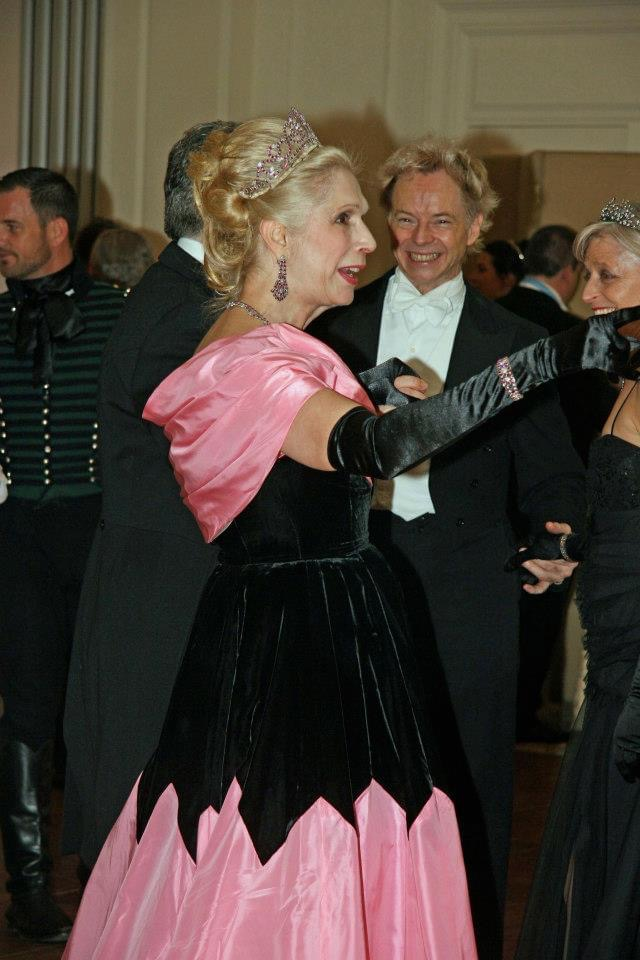
Lady Colin Campbell

Lady Colin Campbell, geboren als George William Ziadie, bekannt als Georgie Campbell, (* 17. August 1949 in Saint Andrew, Jamaika) ist eine britische Autorin.

## Familie und Jugend
George William Ziadie wurde auf Jamaika als Kind von Michael und Gloria Ziadie und damit als Mitglied einer alteingesessenen Familie der dortigen Oberschicht geboren. Die Familie Ziadie stammt von insgesamt sechs Brüdern maronitischen Glaubens ab, die zu Anfang des 20. Jahrhunderts aus dem Libanon eingewandert waren. Die Mutter war englisch-irisch-portugiesisch-spanischer Abstammung, die Urgroßmutter mütterlicherseits war eine sephardische Jüdin. Sie wuchs in den USA auf. Aufgrund eines genetischen Defekts wurde zunächst angenommen, sie sei ein Junge und auch als solcher erzogen. Als Ziadie 13 war, wurde ihr klar, dass sie ein Mädchen ist. Die Familie verweigerte jedoch eine entsprechende Behandlung, und der Vater schickte sie auf ein katholisches Priesterseminar und empfahl ihr, zur Lösung des „Problems“, Rattengift zu nehmen. Erst mit 21 Jahren konnte sie sich behandeln lassen. Zu dieser Zeit lebte sie in New York und arbeitete als Model.

## Ehe und Leben in England
1974 heiratete Georgia Arianna Ziadie nach einwöchiger Bekanntschaft den britischen Lord Colin Ivar Campbell, Sohn von Ian Campbell, 11. Duke of Argyll. Dieser entpuppte sich schnell, wie sie später sagte, als debased, cruel monster (deutsch=minderwertiges, grausames Ungeheuer). Nach zweimonatiger Ehe musste ihr Gesicht nach Schlägen von Campbell operiert werden. Im Jahr darauf wurde das Ehepaar  geschieden. Seitdem werden ihr zahlreiche Liebensaffären mit prominenten Männern nachgesagt.
1986 veröffentlichte Georgie Campbell ihr erstes Buch Lady Colin Campbell’s Guide to Being a Modern Lady. 1992 erschien Diana in Private: the princess nobody knows, in dem zum ersten Mal der schlechte Zustand der Ehe zwischen Lady Diana und Prinz Charles dargestellt war. 1997 publizierte sie ein zweites Buch über Diana. In der Presse erhielt sie den Spitznamen Lady Poison Pen (deutsch=Lady Giftstift). Zuletzt erregte ihr Buch über Elizabeth Bowes-Lyon, Queen Mum, Aufsehen, das 2012 erschien. Viele in ihren Büchern dargestellten Fakten werden als unwahre Gerüchte bezeichnet, und sie wurde viele Male verklagt. Zudem wird ihr vorgeworfen, sie missbrauche ihr ehemaliges Höflichkeitsprädikat Lady, um ihre Bücher zu verkaufen.
Heute lebt Campbell, die das Geld, das sie mit den Diana-Büchern verdiente, durch Anlagebetrug verlor, mit zwei Adoptivsöhnen im Londoner Stadtteil Kennington.

## Publikationen
- Lady Colin Campbell’s Guide to Being a Modern Lady. 1986.
- Diana in Private: the princess nobody knows. 1992.
- The Royal Marriages: what really goes on in the private world of the Queen and her family. 1993.
- A Life Worth Living (Autobiografie). 1993.
- The Real Diana. 2005.
- Empress Bianca. 2005. (Musste nach einer Klage von Lily Safra zurückgezogen und überarbeitet werden)
- Daughter of Narcissus. 2009 (Autobiografie mit Porträt ihrer Mutter).
- The Queen Mother: The Untold Story of Elizabeth Bowes Lyon, Who Became Queen Elizabeth The Queen Mother. 2012.